# Otsego (New York)
Pour les articles homonymes, voir Otsego.
Otsego est une ville du comté d'Otsego, dans l'État de New York, aux États-Unis,. En 2010, elle comptait une population de 3 900 habitants.

## Démographie
Lors du recensement de 2000, la ville comptait une population de 3 900 habitants, tandis qu'en 2016, elle est estimée à 3 724 habitants.